# Skoroszyce
Skoroszyce è un comune rurale polacco del distretto di Nysa, nel voivodato di Opole.
Ricopre una superficie di 103,61 km² e nel 2006 contava 6 521 abitanti.

## Geografia antropica

### Frazioni
Il territorio comunale comprende le seguenti frazioni rurali o sołectwo: Brzeziny, Chróścina, Czarnolas, Giełczyce, Makowice, Mroczkowa, Pniewie, Sidzina, Skoroszyce e Stary Grodków.